# Химна Шлезвиг Холштајна
Schleswig-Holstein meerumschlungen је химна немачке државе Шлезвиг-Холштајн и преводи се као Шлезвиг-Холштајн окружен морем. Химна је такође позната називом Wanke nicht, mein Vaterland, што у преводу значи не поколебај се, отаџбина моја.

## Историја
Након смртивојводе од Шлезвига и грофа Холштајна, племство је 1459. желело да сачува јединство обе земље под влашћу једног монарха. После неуспеха првих покушаја да се пронађе наследник, у обзир је дошао дански краљ Кристијан I. Године 1460. коначно је изабран након што је дао одређене привилегије племству, између осталих и независност Шлезвига и Холштајна од Краљевине Данске. Никаква правна веза између Шлезвига, Холштајна и Денмарка није постојала, осим персоналне уније . Штавише, уверавао је да „dat se bliven ewich tosamende ungedelt“, што у преводу значи „да они (Шлезвиг и Холштајн) остају уједињени заувек“. 
813. године, становништво Шлезвига и Холштајна је валутном реформом опорезовано јаче од данског становништва. Тако је ривалство Немаца и Данаца постало жешће.  Јужна војводства Холштајн и Саксонија-Лауенбург су већ биле саставне државе Светог римског царства пре 1806. године и Немачке конфедерације 1815. године, док је војводство Шлезвиг било дански феуд са данским краљем као војводом и кнезом .
Године 1840. дански је уведен као службени језик у Северном Шлезвигу. 
У контексту немачког националног покрета 19. века, Sängerfeste (Фестивали певача) са политичком позадином одржавали су се широм Немачке. Слиедећи ову традицију, Шлезвиг је 1844. имао свој Sängerfest на којем је Матхојс Фридрих Хемниц представио своју песму Wanke nicht, mein Vaterland, преписану верзију пеесме Карла Фридриха Штраса, у којој је изразио своју жељу за уједињеном, независном и немачким Шлезвиг-Холштајном, због чега је чувени зарез Штрасове верзије заменио цртицом, наглашавајући унију између обе земље. 
Његова верзија песме постала је популарна током Sängerfest и промовисана је у врсту "борбене песме" за слободу и независност.

## Текст
| Schleswig-Holstein, meerumschlungen, Deutscher Sitte hohe Wacht, Wahre treu, was schwer errungen, Bis ein schönrer Morgen tagt! Schleswig-Holstein, stammverwandt, Wanke nicht, mein Vaterland Schleswig-Holstein, stammverwandt, Wanke nicht, mein Vaterland! Ob auch wild die Brandung tose, Flut auf Flut, von Bai zu Bai: O, lass blühn in deinem Schoße Deutsche Tugend, deutsche Treu. Schleswig-Holstein, stammverwandt, Bleibe treu, mein Vaterland! Schleswig-Holstein, stammverwandt, Bleibe treu, mein Vaterland! Doch wenn inn're Stürme wüten, Drohend sich der Nord erhebt, Schütze Gott die holden Blüten, Die ein mildrer Süd belebt! Schleswig-Holstein, stammverwandt, Stehe fest, mein Vaterland! Schleswig-Holstein, stammverwandt, Stehe fest, mein Vaterland! Gott ist stark auch in den Schwachen, Wenn sie gläubig ihm vertrau'n; Zage nimmer, und dein Nachen Wird trotz Sturm den Hafen schau'n! Schleswig-Holstein, stammverwandt, Harre aus, mein Vaterland! Schleswig-Holstein, stammverwandt, Harre aus, mein Vaterland! Von der Woge, die sich bäumet Längs dem Belt am Ostseestrand, Bis zur Flut, die ruhlos schäumet An der Düne flücht'gem Sand. – Schleswig-Holstein, stammverwandt, Stehe fest, mein Vaterland! Schleswig-Holstein, stammverwandt, Stehe fest, mein Vaterland! Und wo an des Landes Marken Sinnend blinkt die Königsau, Und wo rauschend stolze Barken Elbwärts ziehn zum Holstengau. – Schleswig-Holstein, stammverwandt, Bleibe treu, mein Vaterland! Schleswig-Holstein, stammverwandt, Bleibe treu, mein Vaterland! Teures Land, du Doppeleiche, Unter einer Krone Dach, Stehe fest und nimmer weiche, Wie der Feind auch dräuen mag! Schleswig-Holstein, stammverwandt, Wanke nicht, mein Vaterland! Schleswig-Holstein, stammverwandt, Wanke nicht, mein Vaterland! | Schleswig-Holstein, embraced by the sea, Guard of German custom, Stay faithful to what thou hast attained Until a more beautiful morrow comes. Schleswig-Holstein, one kin, Do not falter, my fatherland. Schleswig-Holstein, one kin, Do not falter, my fatherland. Even if the breakwater fiercely plunges, Entailing flood over flood, from bay to bay: O, let German virtue and German loyalty Flourish in thy womb. Schleswig-Holstein, one kin, Remain faithful, my fatherland. Schleswig-Holstein, one kin, Remain faithful, my fatherland. But when inner tempests rage And the threatening North arises, God may protect the comely blossoms That a milder South enlivens! Schleswig-Holstein, one kin, Stand firm, my fatherland. Schleswig-Holstein, one kin, Stand firm, my fatherland. God is strong, even in the weak, If they faithfully believe in Him; Never hesitate, then your dinghy Will reach the haven, despite the tempest. Schleswig-Holstein, one kin, Hold out, my fatherland. Schleswig-Holstein, one kin, Hold out, my fatherland. From the wave that rears up Along the Belt on the Baltic Sea coast, To the high tide that restlessly foams By the shifting sand of the dunes. – Schleswig-Holstein, one kin, Stand firm, my fatherland. Schleswig-Holstein, one kin, Stand firm, my fatherland. And where, at the country's borderland, The river Kongeå sparkles contemplatively, And where rustling and proud skiffs Move up the Elbe to Holstein. – Schleswig-Holstein, one kin, Remain faithful, my fatherland. Schleswig-Holstein, one kin, Remain faithful, my fatherland. Dear country, double oak, Under the roof of one crown, Stand firm and never yield, No matter how fiercely the foe may threaten thee! Schleswig-Holstein, one kin, Do not falter, my fatherland. Schleswig-Holstein, one kin, Do not falter, my fatherland. |
| | |